# غاري مونك
غاري مونك (Garry Alan Monk) (6 مارس 1979 في بيدفورد في المملكة المتحدة – )؛ هو لاعب كرة قدم كان يلعب كمدافع.

## وصلات خارجية
- غاري مونك على موقع قاعدة بيانات كرة القدم.إي يو (الإنجليزية)
- غاري مونك على موقع Soccerbase.com (لاعب) (الإنجليزية)
- غاري مونك على موقع عالم كرة القدم.نت (الإنجليزية)